# Mossad
HaMossad leModi'in uleTafkidim Meyuchadim (in ebraico: המוסד למודיעין ולתפקידים מיוחדים , in italiano "Istituto per l'intelligence e servizi speciali"), conosciuto semplicemente come Mossad (quindi in italiano "Istituto"), è l'agenzia di intelligence e un servizio segreto dello Stato d'Israele, focalizzato sulle operazioni all'estero.

## Storia
Venne fondato nel dicembre 1949 come "Istituto centrale di coordinamento" (Mossad, in ebraico significa, appunto, "istituto") per l'intelligence e la sicurezza (militare, estera e interna) su suggerimento di Reuven Shiloah al primo ministro David Ben Gurion. Shiloah infatti riteneva indispensabile l'esistenza di un servizio che si occupasse di coordinare i servizi di intelligence dell'esercito (AMAN), lo Shin Bet e il "dipartimento politico" del ministero degli esteri. Nel marzo 1951, il Mossad fu ufficialmente riconosciuto come parte della struttura burocratica che assiste il primo ministro, autorità a cui risponde direttamente..
Il Mossad è separato dalle istituzioni democratiche israeliane, nessuna legge ne definisce lo scopo, gli obiettivi, i ruoli, le missioni, i poteri o il bilancio ed è esente dalle leggi costituzionali dello Stato di Israele. Il Mossad è posto nel bilancio del ministero degli esteri, ed è ufficialmente un servizio "civile" che non utilizza i gradi militari. Nondimeno, dal momento che in Israele il servizio militare è obbligatorio per tutta la popolazione ebraica senza distinzioni di sesso, gran parte dei dipendenti lo hanno compiuto (spesso come ufficiali) e sono quindi anche soggetti ai frequenti richiami in servizio della riserva. Ciò nonostante si ritiene che arruoli anche presso l'esercito membri scelti per operazioni "delicate". Si stima che i dipendenti del Mossad siano circa 1 200.

## Competenze
Il Mossad opera nel campo della prevenzione e del contrasto al terrorismo (non solo di matrice islamica) e nell'ambito delle operazioni all'estero aventi come scopo la raccolta di informazioni segrete di interesse statale. È autorizzato dal governo Israeliano a rapimenti, omicidi, atti di terrorismo e operazioni paramilitari.
L'agenzia provvede ad azioni di spionaggio all'estero, principalmente nei confronti delle nazioni e delle organizzazioni arabe e della Repubblica Islamica dell'Iran. 

## Organizzazione
La sede principale è a Tel Aviv. Il servizio è strutturato in diversi dipartimenti:
- il Dipartimento per la raccolta delle informazioni: il più importante; è responsabile delle operazioni di spionaggio.
- il Dipartimento di azione politica e relazioni diplomatiche: tiene i rapporti con i servizi d'informazione dei paesi amici e con i Paesi che non hanno relazioni diplomatiche con Israele.
- la Divisione operazioni speciali (Metsada): responsabile delle unità combattenti "Kidon".
- il Dipartimento LAP (Lohama Psichologit): cura la guerra psicologica, la propaganda e la disinformazione.
- il Dipartimento ricerche: analizza le informazioni ottenute con l'intelligence.
- il Dipartimento tecnologico: sviluppa le tecnologie che supportano le operazioni del servizio.

Si ritiene che altri dipartimenti siano tuttora segreti.

## Operazioni del Mossad

### Operazioni riconosciute
Il servizio segreto israeliano nel corso della sua storia ha portato a termine diverse e importanti missioni in ambito internazionale che ne hanno accresciuto la controversa fama nel mondo. Eccone alcune:
- Intercettazione del discorso del 1956 (fino ad allora segreto) con cui Nikita Khruščёv durante il XX Congresso del PCUS denunciava i crimini di Stalin.
- Individuazione e cattura del nazista Adolf Eichmann (1960), successivamente condannato a morte nel 1961 e giustiziato a Ramla il 31 maggio 1962.
- Individuazione ed uccisione in Uruguay nel febbraio del 1965 dell'ex aviatore lettone Herberts Cukurs, soprannominato "Il macellaio di Riga", ex membro del Commando Arājs autore di crimini contro l'umanità ai danni del popolo ebraico.
- Operazione Diamond (1963-66), portò all'ottenimento di un Mikoyan-Gurevich MiG-21 utilizzato dagli eserciti arabi. Fu anche grazie a quest'operazione che nel 1967 l'Heyl Ha'Avir ottenne un successo clamoroso nella guerra dei sei giorni
- Operazione Damocle: sabotaggio del programma missilistico egiziano (1962/1964) tramite azioni terroristiche (pacchi bomba, agguati, sequestri di persona, omicidi) ai danni di scienziati tedeschi ex componenti del gruppo Von Braun. Nell'operazione fu implicato l'agente Wolfgang Lotz, ebreo tedesco emigrato ad Alessandria d'Egitto, ove si faceva passare per ex ufficiale nazista.
- Operazione Salomone: assistenza all'immigrazione degli ebrei etiopi in Israele.
- Eliminazione dei responsabili del massacro di Monaco di Baviera ai Giochi olimpici del 1972. Furono uccise 4 persone sospette, tutti politici, uno in Francia, uno in Italia e un'operazione mal riuscita in Libano che raggiunse ugualmente lo scopo; l'operazione fu chiamata "Ira di Dio" e comprese l'omicidio mirato di 4 politici sospettati, di 22 persone probabilmente implicate nell'attentato di Monaco e la mal riuscita dell'affare Lillehammer.
- Affare Lillehammer, mal riuscita operazione del 1973 nella città norvegese di Lillehammer dove si voleva uccidere il principale sospettato della strage di Monaco e probabile capo dell'organizzazione terroristica "Settembre Nero", ma il Mossad fu efficacemente distratto da servizi segreti nemici e un innocente cameriere marocchino, colpevole solo di essere un sosia del bersaglio, fu quindi ucciso e i 6 agenti del Mossad coinvolti furono arrestati; il bersaglio era invece in Libano, sotto protezione politica.
- Nel 1979 il principale bersaglio dell'operazione "Collera di Dio", Ali Hasan Salama, probabile organizzatore della strage di Monaco e probabile capo di Settembre Nero, venne ucciso a Beirut da un'autobomba.
- Supporto informativo alla operazione Entebbe (operation Yonatan): ebbe luogo nella notte tra il 3 luglio ed il 4 luglio 1976, nell'aeroporto dell'omonima città ugandese ad opera di reparti dell'IDF (Sayeret Matkal e Brigata Golani). L'operazione segreta fu decisa in seguito al dirottamento di un volo Air France con numerosi passeggeri israeliani.
- Rapimento di Mordechai Vanunu in Italia nel 1986.
- Ricerca di informazioni sensibili sul reattore nucleare iracheno di Osiraq, poi distrutto da un raid dell'aviazione militare israeliana nel 1981.
- Supporto informativo e logistico estero per operazioni militari in territorio esterno, come nel caso della operazione Entebbe.
- Tentativo di collocazione (nel febbraio 1998) di apparecchi di sorveglianza in un appartamento a Berna (Svizzera) occupato da un presunto terrorista di matrice islamica. La polizia elvetica, intervenuta su segnalazione di un vicino allarmato dal rumore, colse sul fatto 5 agenti israeliani. L'imprevisto costrinse il direttore Danny Yatom alle dimissioni.

Al Mossad si attribuiscono inoltre, ma senza riscontri:
- Sostegno informativo, logistico ed esecutivo nell'eliminazione di Abu Jihad,
- L'uccisione dell'ingegnere canadese Gerald Bull (1990), inventore del "supercannone" di Saddam Hussein.

L'11 maggio 2003 il quotidiano britannico Sunday Express pubblicò un articolo di Gordon Thomas, un giornalista molto vicino ai servizi del suo Paese, recante la notizia (non smentita) che il Mossad avrebbe inviato in Gran Bretagna quattro elementi del "Kidon" ("baionetta", la squadra operativa responsabile delle operazioni paramilitari) con lo scopo esplicito di "eliminare terroristi islamici".

### Operazioni attribuite
- Assassinio di numerosi scienziati iraniani coinvolti nel programma nucleare iraniano[2]
- Abbattimento dell'aereo Argo 16 a Marghera, Venezia, Italia (1973, 23 novembre)
- Omicidio di Mahmud al-Mabhuh, attivista palestinese, all'hotel a cinque stelle Al Bustan (Il Giardino) di Dubai (19 gennaio del 2010)[3]

## Cronologia dei direttori del Mossad
Segue la lista dei direttori del Mossad:
- Reuven Shiloah, 1949-1952
- Isser Harel, 1952-1963
- Meir Amit, 1963-1968
- Zvi Zamir, 1968-1974
- Yitzhak Hofi, 1974-1982
- Nahum Admoni, 1982-1989
- Shabtai Shavit, 1989-1996
- Danny Yatom, 1996-1998
- Efraim Halevy, 1998-2002
- Meir Dagan, 2002-2011
- Tamir Pardo, 2011-2016
- Yossi Cohen, 2016-2021
- David Barnea, 2021-in carica